# 色情トルコ日記
『色情トルコ日記』（しきじょうとるこにっき）は、1974年（昭和49年）製作の日本映画。シャロン・ケリー・梅宮辰夫主演、山口和彦監督。東映東京撮影所製作、東映配給。R18+。
東映が本番女優として世界的に名を轟かせたシャロン・ケリーを迎えて、日本のプレイボーイ・梅宮辰夫と絡ませて製作したポルノコメディ。公開当時は、最後の東映ポルノとして宣伝された。

## あらすじ
駒田拓也は、巨大なジュニアにモノをいわせて女たちを集め、商売を繁盛させていた。しかし売春防止法違反などの容疑で懲役六ヵ月の刑に服してしまった。服役中に肝心のジュニアも勃起しなくなり、出所後も女たちに見むさもされなくなった。落ち込む拓也が車を走らせていたら、空から半裸の金髪美女が降って来た。金髪美女を車に乗せたら襲撃に遭いカーチェイスを展開。危機一髪になった瞬間、突然拓也のジュニアが目を醒した。拓也は緊張状態になると勃起するという珍しい症状だったのだ。大喜びの金髪美女は拓也に激しく乗りかかった。めでたく金髪美女を使って拓也は商売を再開させた。

## キャスト
- 駒田拓也：梅宮辰夫
- 三毛猫の松：佐藤蛾次郎
- 宇野幾雄：鈴木サミ
- 咲子：田島晴美
- ローズ：小林千枝
- メリー松山：舞砂里
- 花電車のお菊：谷本小代子
- 玉枝：伊藤慶子
- 山仁：伊達三郎
- 角田：団巌
- 黒眼鏡：白石襄
- 支配人：山本緑
- 鯨川：小松方正
- 屋台の主人：高月忠
- スタンド員：沢田浩二
- クソ船の親爺：太古八郎
- 山仁の社員：山田甲一
- 山仁の社員：木村修
- ストリップ小屋支配人：佐藤晟也
- 主婦連：鈴木暁子
- ダイアナ・モンロー：シャロン・ケリー

## スタッフ
- 企画：吉田達・坂上順
- 監督：山口和彦
- 脚本：掛札昌裕・中島信昭
- 撮影：中島芳男
- 美術：北川弘
- 音楽：河辺公一
- 録音：井上賢三
- 照明：銀屋謙蔵
- 編集：田中修
- 助監督：馬場昭格
- 製作：東映東京撮影所

## 製作
1960年代後半から西欧諸国でハードコアポルノが解禁され（ポルノ映画の歴史）、解禁国では多くのヌード映画が製作され世界に向けて売り出され、各国で大きな人気を博した。日本でも大小の配給会社が作品（洋ピン）を盛んに輸入し劇場で上映し、外国映画の新しいジャンルの出現は日本でも大きな集客を見せた。アメリカからもハードコア映画が続々と上陸し"本番"の迫力を見せつけた。この人気に目を付け、当時ポルノを製作していた東映は、それまでの国産のニセ金髪ではなく、洋画配給会社がプロモーションのため来日させた本物の外国人金髪ポルノ女優を口説いて自社の映画に出演させようと思いつき、1971年（昭和46年）に来日したフランスのポルノ女優・サンドラ・ジュリアンを輸入ポルノ女優第一号として招聘し、1973年（昭和48年）にはスウェーデンのポルノ女優・クリスチーナ・リンドバーグを招聘、それぞれ二本ずつ映画を製作した。続いて目を付けたのが1973年（昭和48年）10月に『秘密ポルノ放送 ダーティサリー（The Dirty Mind of Young Sally）』が日本で公開されたシャロン・ケリーで、シャロンは同年10月29日に来日して10日間日本に滞在し、"本番女優"として日本のマスメディアも大きく取り上げ話題を呼んだ。身長165cm、バスト96cm、ウエスト64cm、ヒップ91cmと自称するアメリカの金髪美人（実際は赤毛）のポルノ女優を東映が見逃す筈もなく、シャロン主演で『金髪セックス爆弾 ダイアナ・モンロー』を企画。ほとんど実績のない女優に当時の日本のトップ女優並みの破格のギャラ250万円を用意した。当時の文献には「アメリカのポルノ映画界で最大の人気を誇り、本番女優として話題の的となったシャロン・ケリー」と書かれている。

### タイトル
『〇〇モンロー』というタイトルは、シャロンがマリリン・モンローに顔や体がそっくりという理由でハリウッドでスカウトされたことによるものだが、例によって岡田茂東映社長から「そんなタイトルでは商売にならない」と一蹴され、タイトルは岡田命名により『色情トルコ日記』に変更された。当時の東映のえぐい題名は、すべて岡田社長の命名とされる。「エコノミックアニマルの日本の男をノックアウトさせる。相手役はウタマロにして欲しい」などとシャロンが国際電報で挑戦状を送り付けてきたため、相手が務まるのは"東映ポルノの帝王"巨砲の持ち主こと梅宮辰夫しかいないと判断され、シャロン主演・梅宮共演による「巨乳対巨根」の日米対決が実現した[。梅宮はアメリカ人と結婚し、"脱プレイボーイ"の一穴主義を宣言していたが、暫時振り捨て、昔のカンを取り戻して、国際的威信をかけて撮影に挑んだ。急なタイトル変更により、台本になかったシャロンのトルコ嬢（ソープ嬢）シーンを慌てて撮らざるを得なくなり、経験者がソープのテクニックを手マネ足マネでシャロンに指南した。シャロンは三人の男優相手に泡踊りや宇宙遊泳、ハチミツ舐めなど、全裸の泡塗れで熱演した。しかし男優がパンツを付けていたため、監督が「シャロンが何も付けてないのに、お前は何だ!」と怒鳴らざるを得ず、男優が渋々パンツを脱いだ。

### 最後の東映ポルノ
東映ポルノは日活ロマンポルノの勢いに押され、1973年（昭和48年）頃から営業成績が急落しており、1974年（昭和49年）2月16日に公開した多岐川裕美の主演デビュー作『聖獣学園』（鈴木則文監督、併映は渡瀬恒彦主演、清水彰監督『学生(セイガク)やくざ』）が「想像できない不入り」に終わり、岡田社長が腹を立て「ストリップ映画は所詮キワモノだよ!」と、東映ポルノの製作打ち切りを宣言した。しかし『色情トルコ日記』は『聖獣学園』公開直前に製作発表会見を行っており、ヒットも期待できることから、本作公開をもってポルノからの撤退を表明した。東映は系列の東映洋画が洋画ポルノを輸入していて、中途半端な国産ポルノに金をかけるより、洋ピンを輸入して肝心な部分を消した方が安上がりという考えがあった。他にカラテ映画の人気が上がったため、ポルノを作る必要がなくなったという見方もある。

### 本番女優
シャロン・ケリーは『秘密ポルノ放送 ダーティサリー』（富士映画配給）のプロモーションで1973年（昭和48年）9月29日～10月に10日間、本作『色情トルコ日記』の撮影で1974年（昭和49年）3月23日～4月に三週間と二度来日した（以降の来日は不明）。『秘密ポルノ放送 ダーティサリー』は、1973年（昭和48年）10月20日に日本でも公開されたが、当時は日本もポルノが洪水状態で、これを配給した富士映画がシャロンを来日させ、何とかマスコミ受けする話題を作りたいとシャロンに"本番ポルノ女優"というキャッチフレーズを付けた。当時、ポルノは解禁されたといってもブルーフィルムと違い、外国のポルノ映画も性交シーンのクローズアップでは、女優はそれ専門の女優と入れ替わっていた。ところがシャロンは『秘密ポルノ放送 ダーティサリー』出演契約の際に本番をやることを取り決め、同作品内で二回実際に本番行為を行っている。当時のアメリカでも女優がそのままやってしまうのは珍しかった。配給元の富士映画宣伝部は事前にノーカット版を鑑賞し「挿入場面をクローズアップしている場面もあり、凄い迫力で驚いた」と話した。またシャロンも「私、6本の作品に出演しましたが全部本番で撮りました」「日本のポルノは生ぬるい」「セックスシーンを本番で撮ることを規制しているなんてナンセンスよ」、二回目の来日時のミッキー安川との対談でも「ホントにやるわ。だってセックスシーンなら、それが普通のことじゃない。いくら演技でも気分が出ないわ。わたしはその気にならないとダメ。だからするの。仕事だって濡れるわ。濡れないなんてオンナじゃない。セックスシーンにエクスタシーは必要だもの。イッちゃわなきゃ、その表情が撮れないわ」「最初はピルを使ってたんだけど人体に及ぼす影響が問題になってからやめたのよね。今はコンドームもしない。神に祈りつつやってる。ホントはポルノ男優全員、パイプカットすべきなのよ。そう思うな、わたし」「好きなタイプの男について語るより、キライなタイプを言った方が、早いんじゃないかしら。わたしって趣味が広いのよ。一度に10人恋人ができたこともあったわね。一人終わったら、パッとクルマで次に行って脱いだり着たりでとても忙しいわけ。クライマックスに達したら、エクスタシーはみんな同じよ、違わないわ。最近は以前ほどはやってないわ。映画で少しは有名になったし自重している」、「日本のポルノは98％は見せられるけど、残り2％は見せられないらしい。私の魅力はその2％なのに」という名言を口にした。このセリフは同年4月23日に同じ東映の洋画部が配給する『ポルノ捜査局 シャロンケリー（A Scream in the Streets）』(チョイ役)の新聞広告に使われた。"本番女優"というキャッチフレーズは非常にウケて、マスメディアが盛んにこの言葉を取り上げた。またシャロンも「私にはセックスなんて、どうってことないの。難しいのはセリフよ」「初体験は14歳のとき。それからは何人の男と寝たかmanymanyすぎて数え切れない」「ラブを感じれれば、その日会った人とでもベッドインしてもいい」などと話し、「顔には自信がないけど、自慢はboob（オッパイ）とpubic hair（下の毛）よ」と、羞恥心も0なのか「私のモノはビューティフルだから誰でも見てちょうだい」「どこからでもお撮り下さい」などと記者会見でもすぐに全裸になろうとし、あわてた宣伝マンが「パンティはそのままで」という制止を振り切り、「なぜ美しいものを見せて悪いの」と食ってかかり、サッサと全裸になり、写真撮影では必ず股を開いてアソコを見せようとした。オッパイを揉んでくれと注文をつけると頼んでもないのに喘ぎ声を出し、"世界のベストオナペット"の面目躍如であった。この会見に前述のように来日したポルノ女優を全て（といっても二人）自社の映画に出演させた吉田達東映プロデューサーは「"本番女優"といっても、日本じゃ見てくれの方が大事でね」「彼女のポルノ魂と典型的なヤンキー娘ぶりが気に入った」などと話し、この来日時に密かに出演交渉を行いシャロンの起用を決めた。シャロンの初来日時の10日間の日本滞在では意外に真面目で、かつて来日した肉体派女優は毎日男を咥え込んでいたが、友人のアメリカ人男性と食事をする程度で、元はアメリカの田舎娘でアメリカの大都市にも行ったことはないものと見られ、日本の地下鉄に乗って子どものようにはしゃいでいたという。しかし二度目の来日時には「前に来日したときは、ナイトクラブやゴーゴークラブにも行った」と話した。頭も悪くなく「タバコはガンの元なのに『ピース』と名付けるのは傑作だ」と話したり、「ポルノを規制するなんて、ニクソンの方がよっぽどワイセツで偽善者で、最低の男よ」などと話した。

### 撮影
1974年（昭和49年）3月26日クランクイン。4月、シャロン・ケリーと梅宮辰夫の濡れ場シーンの撮影が東映東京撮影所で行われた。注目度も高くマスメディアも撮影所に取材に押しかけた。ホテルで二人で強烈なベッドシーンという設定の撮影では、ステージの入口に「本日、当ステージ内の撮影に限り、山口（山口和彦）組スタッフ以外の立ち入りを厳禁します 所長」と貼り紙が貼られ、守衛が立つ物々しさで、本番ファックの撮影をやるのではという想像を煽った。撮影前にシャロンは「ファックシーンは本番でないとリアルなエクスタシーの演技ができない。監督がご要望なら、本番もOKよ」と話し、東映スタッフを感激させた。梅宮も「ファックをやって見せ場を盛り上げますよ」と話した。単純にファックをすることは犯罪にならないが、ファックを見せたら公然わいせつ罪となる。撮影終了後の梅宮は「本番ですか、ボクにも家庭があるのでね...そのことについては言えませんよ」と言葉を濁したが、その後に「オレだって、芝居のたびにムスコ立たしてちゃ恥だろ。オ〇〇コ見せられたってビクッともしないけど、今度ばかりは別だったよ」などと話した。この物々しい撮影に「本当にやったのでは!」とマスメディアが騒ぎ、取材したポルノ映画評論家・村井實は「本番ファック第一号男優は、藤竜也ではなく梅宮辰夫。彼の奥さんはアメリカ人だし、女性を扱うのが上手かったから、本当にシャロンとやっちゃった。よかったぜ! とは言えなかったんだろう」と主張している。しかし当時は日活ロマンポルノ事件も裁判中で、本番は勿論、毛一筋見えても神経を逆立てる時期。岡田社長は映画各社が日活を救うべく結成した映倫維持委員会の委員長として、権力の介入を封じるため映画界の先頭に立って動いており、加えて実録ヤクザ路線の量産で警察や世間からも叩かれている時期で、東映東京は組合運動が盛んな所でもあり、岡田が東映の社員である山口に本番映画を撮らせるハズもなかった。
シャロンは日本の映画撮影について、「映画の撮影は根本的なところでは日本もアメリカも大して変わらないけど、5人くらいのセットに50人はスタッフがいて驚いたわ。でも一人一人は能率よくビジネスライクに動いて、とてもわたしに親切にしてくれて働きやすかった。一番驚いたのは撮影所の昼食。アメリカならケンタッキーフライドチキンみたいなのばっかりでしょう。それがこっちでは色んなとこに連れてってくれて、中華料理は変わった食べ物が小さな皿で次々出てきておいしかったわ。わたしの家は貧乏というわけではなかったけど、中流以下の生活で、高校を卒業するまでナイフが何本も並ぶようなレストランに行ったことがなかったから、こうした食事やいろいろ日本で経験ができるってのは本当に楽しいわ」などと話し、本作製作中から「これ1本だけにしないで、このあとも私のポルノを作ってね」と東映のスタッフに申し入れたという。撮影の合間にデパートに出掛けて「日本のアンダーパンツは、色もデザインも綺麗で可愛く種類も豊富でステキ」と、アメリカはナイロン製がほとんで綿製が少なく「自分用と友だちのお土産に渡す、実用的でいい」と山ほど下着を買い込んでいた。

## 宣伝
元々、本番で撮ろうが撮るまいが、日本の観客にはどっちにしろ見られないので絵に描いた餅ではあったが『色情トルコ日記』の撮影で再度来日した1974年（昭和49年）2月から4月にかけても日本のマスメディアがシャロンを"本番ポルノ女優"と大きく取り上げ、シャロンは同じ東映の洋画部（東映洋画）が同年4月23日に封切る『ポルノ捜査局 シャロンケリー』のプロモーションも兼ねており、映画の撮影はそこそこにミッキー安川やイーデス・ハンソンと雑誌で対談した他、連日マスメディアに全裸を披露し宣伝活動に努めた。撮影に先立つ記者会見は1974年3月25日、山梨県上野原市の黒騎進が道場主を務めるセフィス道場で行われ、東映がチャーターした観光バスに報道陣約80人が参加した。記者会見の後、道場でシャロンがセックス体操なる妙技を披露。羽織っていたオーバーを脱ぐと全裸になり、床に寝て片足を上げるとクリトリスまで丸見えで、かぶりつきで鑑賞した記者連も口あんぐりで、カメラマンもシャッターを押す手が止まった。絶倫のハズの黒騎もシャロンに懇願して乳首を舐めさせてもらった途端、上気してダウン寸前の不甲斐なさ。このプロモーションは大いに盛り上がり、予定の2時間をオーバーし4時間に及んだ。
"本番女優"が日本の映画に出るという事で、当然マスメディアの興味は「果たして彼女は梅宮辰夫と本番をいたすのか？」に集中。ポスターのキャッチコピーは「どっちがいかす？ ・巨大ジュニアに物言わすー 梅宮辰夫 ・男性総ナメー シャロン・ケリー」であった。シャロンはプロ意識が高いのか、サービス精神も日本のマスメディアが驚くほど旺盛で、局部も隠さず見せようとし、制作陣を感激させた。取材に対しても「日本のポルノは生ぬるい」「ホンバンをやらないと気分が出ないし、迫真の演技はできないわ」「梅宮サンさえよければ、ワタシOKね」などと格別のリップサービスをお見舞いし、受けて立つ梅宮もサービス精神では負けてなく「むこうがそのつもりなら、そういう事もあるな」などとヤル気満々なコメントを各所で炸裂させた。監督の山口も「まあ、成り行き次第でして...」と何とも曖昧なスタンスをキープ。マスメディアもいたずらにヒートアップし、東映は「その結果を知りたければ映画を観よう！」とナイス戦略をかました。

## 評価

### 興行成績
特にヒットしなかったとされる。

### 評価
伴ジャクソンは、「サンドラ・ジュリアン、クリスチーナ・リンドバーグ、シャロン・ケリー、ハリー・リームス、彼ら海外ポルノ陣の"性の黒船"なくして、日本の性情報の開国はあり得なかった。四人の偉大な先陣達」と評価している。

## 逸話
- シャロン・ケリーは、マネージャーもおらず、異国に1人でやって来て、通訳も日本人で、「早く帰りたい」と淋しがっていたといわれ、佐藤蛾次郎は外国人と付き合ったことがあって少し英語が話せたため、よくシャロンと一緒にいた。新宿の伊勢丹前での撮影が終わり、佐藤がシャロンを宿泊先の京王プラザホテルまで送っていったら、タクシーの中でシャロンが腕を組んできて2人でホテルで降りた。喫茶店でお茶をしただけだったが、翌る日、撮影所に行くとスタッフが拍手して佐藤を出迎え、「蛾次郎さん、やりますね～」とニヤニヤ。タクシーの運転手が「昨日、蛾次郎さんとシャロンが2人でホテルに消えて行きました」と喋ったらしい。佐藤は「やっぱり、共演者には手を出せねえ」と自身もどこかで躊躇していたことを悔み、「みんなはシャロンと寝たと思っているし、ちくしょう、そんな噂になるんだったら、しとけばよかった」と話している[4]。シャロン以降の外国人ポルノ女優は、この年の11月にマリー・フォルサなどが公開映画のキャンペーンとして来日している。

- 2015年（平成27年）10月から2016年（平成28年）1月にラピュタ阿佐ケ谷であった山口和彦の特集上映「山口和彦NIGHTS」で、シャロン・ケリーからのビデオ・メッセージが寄せられ、シャロンは「梅宮辰夫さんより山口監督とヤリたかった」と話したという[45]。

## 影響

### 東映ポルノの再開
本作でポルノ映画製作の打ち切りを宣言したが、地方では国産ポルノを欲しがる劇場が多く、低予算のポルノはひっそりと製作を続けられた。正式にポルノ製作再開を打ち出したのは日本ヘラルドが配給した『エマニエル夫人』の大ヒットの影響で、1974年（昭和49年）暮れから公開された『エマニエル夫人』の上映館は狭い劇場が多く、満員で入場を断られる客が続出し「エロにあぶれた男たちは必ずエロに戻ってくる!」と判断。また1975年（昭和50年）の正月映画を予定していた「山口組三代目シリーズ」第三弾『山口組三代目 激突篇』が、東映と山口組の親密な関係が明るみに出たことで製作中止に追い込まれたため、企画難がひねり出した苦肉策として急遽、岡田社長は東映ポルノの復活を決断した。1975年（昭和50年）2月1日に関東地区で「デビュー三重奏」と銘打ち、新人ポルノ女優のデビュー作・大原美佐主演『怪猫トルコ風呂』（山口和彦監督）、森崎由紀主演『下刈り半次郎(秘)観音を探せ』（監督）と宮下順子の『赤線(秘)地帯』（監督不明）の三本立てで東映ポルノを再開させている。宮下順子は当時は既にベテラン女優であったが、『赤線(秘)地帯』は宮下が日活入りする以前の1971年（昭和46年）に向井プロで山科ゆりと共演した宮下のデビュー作とした。1975年（昭和50年）当時、東映は向井寛に『ディープ・スロート』の日本版編集を頼んでいた。しかし宮下のデビュー作は、同じ1971年（昭和46年）の『私はこうして失った』（小林悟監督）とされており、『赤線(秘)地帯』という映画は確認できず真偽は不明。日活は同時期の1975年（昭和50年）2月5日から宮下主演の『実録阿部定』（田中登監督）を公開したため、東映にドル箱女優を利用された形になり「モラルを疑いたい」と反発。しかし東映は「仁義は通してある」と表明した。実はこれ東映側が「新仁義なき戦いシリーズ」第一弾『新仁義なき戦い』の菅原文太の相手役に宮下を借りたいと日活に申し入れたら、日活に軽くあしらわれたことに腹を立てての報復だった。このケンカを宮下のファンは歓迎し、同時期の上映で宮下の人気上昇にもなるし、デビュー当時と現在の宮下のオッパイの膨らみ具合が比較できると喜んだ。

## 同時上映
『唐獅子警察』
- 監督：中島貞夫 / 主演：小林旭 / 脚本：野上龍雄